# АЭС Кршко
АЭС Кршко (словен. Nuklearna elektrarna Krško) — АЭС в Кршко, Словения, построенная в качестве совместного предприятия Словенией и Хорватией, входивших на момент строительства в состав Югославии. В состав АЭС входит единственный блок с водо-водяным реактором (PWR), разработанным и построенным американской компанией Westinghouse. Станция обеспечивает около 25% потребности Словении и 15% потребности Хорватии в электроэнергии.

## История
В начале 1970-х годов правительством Тито была признана необходимость развития дополнительных электрогенерирующих мощностей на северо-западе Югославии. Предложение на постройку АЭС было получено от Siemens (ФРГ) и Westinghouse (США). При согласии правительства США, компания Westinghouse выиграла конкурс на строительство. Решено было строить станцию на основании проекта АЭС Ангра имени адмирала Алваро Алберто, строящейся в тот момент в Бразилии. АЭС Кршко строилась с 30 марта 1975 года, подключена к энергосети с 2 октября 1981 года, с 15 января 1983 года запущена в эксплуатацию.

## Происшествия
В октябре 2013 года при перегрузке топлива выявлено разрушение топливных стержней.
Еврокомиссия сообщила, что 4 июня 2008 года на АЭС произошла утечка охлаждающей жидкости, после чего станция была закрыта для выяснения причин инцидента и выдала предупреждение странам Евросоюза о возможной радиационной опасности из-за инцидента на АЭС «Кршко» в Словении.
В свою очередь представители министерства окружающей среды Словении утверждают, что инцидент на АЭС угрозы не представляет.

## Информация о энергоблоках
| Энергоблок | Тип реакторов | Мощность | Мощность | Начало строительства | Энергетический пуск | Ввод в эксплуатацию | Закрытие |
| Энергоблок | Тип реакторов | Чистый   | Брутто   | Начало строительства | Энергетический пуск | Ввод в эксплуатацию | Закрытие |
| ---------- | ------------- | -------- | -------- | -------------------- | ------------------- | ------------------- | -------- |
| Кршко      | PWR           | 688 МВт  | 727 МВт  | 30.03.1975           | 02.10.1981          | 01.01.1983          |          |